# トム・フォード
トム・フォード（Thomas "Tom" Carlyle Ford、1961年8月27日 - ）は、アメリカのファッションデザイナー、映画監督。また、その名を冠したファッションブランド。
若くしてグッチのクリエイティブ・ディレクターに就任し世界的に著名な存在であったが、2005年に独立した。

## 来歴

### デザイナーとして
ニューメキシコの高校を卒業して、ニューヨーク大学の美術史で1年学び、俳優を志していたが、パーソンズ・ザ・ニュースクール・オブ・デザインで1986年までインテリア・アーキテクチャを学んだ。1988年からはペリー・エリス、その後はキャシー・ハードウィックでデザイナーとして活躍した。
1990年、ニューヨークからミラノに移り、グッチのレディース部門のデザインを担当。1994年からは、グッチのクリエイティブ・ディレクターとして活躍。グッチのクリエイティブを統括しながら2000年、イヴ・サンローラン リヴ・ゴーシュおよびグッチグループ全体のクリエイティブ・ディレクターにも就任。
2004年、グッチグループCEOのドメニコ・デ・ソーレと共に、グッチおよびイヴ・サンローラン リヴ・ゴーシュのクリエイティブ・ディレクターを退任。
2005年、ドメニコ・デ・ソーレと共に自らの名を冠したブランド「トム・フォード」を設立し、独立。CFDAファッションアワードほかファッション業界における数々の賞を受賞。2008年には、トム・フォードのブランドショップが大阪・梅田に開店し、日本に初進出した。
2022年、トム・フォードをエスティローダー・カンパニーズに約28億ドル（約3900億円）で売却した。

### 映画監督として
2001年、ファッション業界を題材にしたベン・スティラー監督の映画『ズーランダー』に出演し、スクリーンデビュー。
2009年、クリストファー・イシャーウッドの小説を原作とする映画『シングルマン』を発表し、映画監督デビュー。同性愛を描いた本作は、第66回ヴェネツィア国際映画祭コンペティション部門でクィア獅子賞を受賞した。また、主演のコリン・ファースは男優賞を受賞し、第82回アカデミー賞主演男優賞にもノミネートされる。
2016年、長編映画第2作目となった『ノクターナル・アニマルズ』を発表。本作は高く評価され、第73回ヴェネツィア国際映画祭コンペティション部門で審査員大賞を受賞し、出演したマイケル・シャノンは第89回アカデミー賞助演男優賞にノミネートされた。

## 人物
同性愛者であることを公表している。ファッション・ジャーナリストでファッション雑誌『VOGUE HOMME International』の元編集長である13歳上のリチャード・バックリーと、2014年に27年間の交際を経て結婚した。出会いは1986年のファッションショーだった。リチャード・バックリーは2021年9月19日に闘病生活の末、享年72歳で死去した。

## 企業
トム・フォードとドメニコ・デ・ソーレによって2005年に設立された。アパレル商品を中心に、鞄、靴、眼鏡などの小物や、化粧品、香水など、幅広い商品を展開している。メイクアップラインはエスティローダー、アイウェアラインはマルコリンなど、一部の商品はライセンスを受けたメーカーが製造している。

## 出演

### 映画
- ズーランダー Zoolander （2001年） - 出演
- シングルマン A Single Man （2009年） - 監督・脚本・製作
- ニューヨーク・バーグドルフ 魔法のデパート Scatter My Ashes at Bergdorf’s （2013年）- 出演
- マドモアゼルC ファッションに愛されたミューズ Mademoiselle C （2013年） - 出演
- ノクターナル・アニマルズ（2016年） - 監督・脚本・製作